# Apogonia granulosa
Apogonia granulosa är en skalbaggsart som beskrevs av Kobayashi 2007. Apogonia granulosa ingår i släktet Apogonia och familjen Melolonthidae. Inga underarter finns listade i Catalogue of Life.